# Чижов, Фёдор Егорович
Фёдор Егорович Чижов (1831?, Катав-Ивановск, Уфимская губерния — 1900, Уфа) — русский купец I гильдии, лесопромышленник, Городской голова Уфы в 1887—1890 годах, потомственный почётный гражданин города Уфы с 1894 года.

## Биография
Фёдор Чижов родился в семье крепостного крестьянина старообрядца южно-уральского горно-заводского имения князей Белосельских-Белозерских, в детстве был подпаском в заводских лесных дачах. Молодого Чижова взяли на службу и обучение в дворец князей Белосельских-Белозерских в Санкт-Петербург. После окончания учёбы он был назначен приказчиком по лесным дачам уральского имения князей. В семье Чижовых бытовала версия, что он взорвал скалу посредине реки, об которую часто разбивались барки с древесиной, продал собранный лес. Смог организовать своё лесное дело. Выкупил себя и своего друга из крепостничества. В конце 1867 года он уже был купцом II гильдии из Катав-Ивановского завода. Позже стал купцом I гильдии, крупным землевладельцем, владел предприятиями по переработке древесины и сельскохозяйственной продукции.
Чижов приобрёл у В. П. Базилевской на имя своей супруги имение Миловка в Дмитриевской волости рядом с Уфой площадью 3831 десятины с винокуренным заводом и тремя мельницами, одна из которых была оснащена паровым двигателем.
В Уфимском уезде в 1884 году Чижов построил лесопильный завод, который приносил 25 тыс. рублей в год. В 1894 году организовал крупяные мельницы в селе Дмитриевка, Уфимский уезд, с 45 рабочими. В 1898 году он основал Федоровский лесопильный и мукомольные паровые заводы в Уфе, на которых работали 69 человек. В 1899 году он владел лесопильным заводом в Урман-Кудельской волости Уфимского уезда, мукомольными и крупяными мельницами, магазинами, которые продавали хлеб, бакалею, древесину в Уфе и в Уфимской губернии.
Чижов активно занимался благотворительностью, в частности, финансировал строительство и ремонт храмов в Уфимской губернии. В 1878 году Чижов был членом-благотворителем Попечительного комитета о бедных Уфимской губернии. В 1894 году на деньги Чижова был изготовлен и установлен новый иконостас в Сергиевской церкви Уфы. В 1898 году он пожертвовал средства на ремонт этого храма.
В 1878 году Чижов владел своим каменным домом на улице Казённой в Уфе, на первом этаже которого располагалась часовая мастерская Петра Одинцова. В своём доме Чижов построил отдельную молельню с редкими старинными иконами и серебряными лампадами.
В 1887—1890 годах возглавлял Уфимскую городскую думу. Пожертвовал два дома для создания больницы в Уфе. В 1894 получил потомственное почётное гражданство. Награждён орденом Святой Анны III степени.
Фёдор Чижов был дважды женат. Первый раз он венчался 23 января 1849 года в церкви Катав-Ивановского завода с Киселёвой Ириной Ивановной. От этого брака родилось шестеро детей. Второй его женой была Ираида Алексеевна Надеждина. Сын Александр продолжил отцовское дело, став купцом.
По желанию Чижова он был похоронен по старообрядческой традиции в дубовой колоде.